# 尼德莫爾 (肯塔基州歐文縣)
尼德莫爾（英語：Needmore）是位於美國肯塔基州歐文縣的一個非建制地區。

## 地理
尼德莫爾所處的海拔為高於海平面270米（即886英呎），而該地所採用的時區為UTC-5，即北美東部時區（EST）。同時該地設有夏令時間，為UTC-5調快一小時，即UTC-4（EDT）。